# Lets voetbalelftal (mannen)
Het Lets voetbalelftal is een team van voetballers dat Letland vertegenwoordigt in internationale wedstrijden en competities, zoals het WK en het EK. Letland plaatste zich één keer voor een EK, het EK van 2004 in Portugal.

## Geschiedenis

### 1938 - 2004 Deelname aan het EK
Letland speelde zijn eerste interland in 1922, het speelde met 1-1 gelijk tegen Estland. Het land schreef zich in voor het WK van 1938. In de eerste ronde versloeg het Litouwen, waarna het in de beslissende wedstrijd van het in de jaren dertig sterke Oostenrijk werd verloren: 2-1 in Wenen. Een half jaar later annexeerde Duitsland Oostenrijk (der Anschluss) en het land hield op te bestaan. Er was een mogelijkheid dat Letland de opengevallen plek opvulde, maar de FIFA gunde de Letten de plaats niet en men probeerde (tevergeefs) Engeland op te roepen.
In 1940 annexeerde de Sovjet-Unie het land, na het herwinnen van de onafhankelijkheid van Letland in 1991 speelde het land weer interlands, officieus tegen Estland, officieel tegen Roemenië. Men schreef zich in voor het WK in 1994, het won geen enkele wedstrijd, maar vijf gelijke spelen leverde de zesde plaats op in een groep van zeven. In september werden zowel Europees Kampioen Denemarken als Spanje op 0-0 gehouden. Voor het EK in 1996 boekte Letland overwinningen op Noord-Ierland en Oostenrijk, beide landen zouden daardoor niet tweede worden, Letland werd vijfde. Voor kwalificatie van het EK in 2000 won Letland de uitwedstrijden tegen Noorwegen en Griekenland, maar twee nederlagen tegen Slovenië brak de ploeg op. Het WK van 2002 was weer zwak met een 1-1 in eigen huis tegen San Marino als dieptepunt.
Letland begon kwalificatie voor het EK 2004 met tien punten uit vier wedstrijden, alleen thuis tegen Zweden speelde het gelijk, het won de uitwedstrijd van Polen en het stond bovenaan in de groep. Nederlagen tegen Hongarije en Polen zorgde ervoor dat de eerste plaats niet meer haalbaar was en Letland stond één punt achter op Hongarije. In een directe confrontatie wonnen de Letten met 3-1 van Hongarije met twee treffers van Māris Verpakovskis. Een 0-1 overwinning op Zweden verzekerde de Letten van een plaats in de Play-Offs met één punt achter Zweden. Letland trof in deze ronde de nummer drie van het laatste WK Turkije. De Letten wonnen de thuiswedstrijd met 1-0, maar kwam in de return met 2-0 achter. De 2-1 van Juris Laizāns was al genoeg voor deelname aan het EK in Portugal, maar de kwalificatie werd definitief na de gelijkmaker van Verpakovskis. Dezelfde speler zette Letland op dat EK op voorsprong tegen Tsjechië, maar in de laatste twintig minuten kwamen de Tsjechen toch langszij (2–1 verlies). Duitsland werd knap op 0–0 gehouden, maar tegen Nederland was Letland kansloos: 3–0. Letland eindigde met 1 punt op de laatste plaats in de groep tijdens haar EK-debuut.

### 2004 - heden Afzakkend naar laag niveau
Het succes van 2004 kreeg geen vervolg, voor de kwalificatie-toernooien van 2006 en 2008 eindigde de ploeg op een vijfde plaats zonder opvallende resultaten. Voor het WK van 2010 deed Letland weer goed mee en het eindigde op de derde plaats, het beste resultaat was een 0-1 uitzege op Israël. Letland miste op drie punten de Play-Off plaats ten gunste van Griekenland. Israël en Griekenland  waren ook de  tegenstanders voor plaatsing voor het EK in 2012 (naast Kroatië), maar nu maakte Letland weinig kans, het eindigde als vierde.
Nog minder waren de prestaties van Letland in de volgende cyclussen. Voor het WK van 2014 eindigde Letland op de vijfde plaats op 17 punten van de lijstaanvoerders (Bosnië Herzegovina en Griekenland). Voor het EK van 2016 eindigde Letland zelfs op de laatste plaats na een nederlaag op de laatste speeldag tegen Kazachstan. Verbetering zat er voorlopig nog niet in, voor het WK van 2018 won de ploeg alleen van Andorra en eindigde op de voorlaatste plaats. Ook voor het EK van 2020 wist Letland zich niet te plaatsen. Met enkel een overwinning op Oostenrijk (1–0) en verder negen nederlagen eindigde Letland net als vier jaar eerder laatste in de kwalificatiepoule.

## Deelnames aan internationale toernooien

### Wereldkampioenschap
| Wereldkampioenschap voetbal | Wereldkampioenschap voetbal | Wereldkampioenschap voetbal | Wereldkampioenschap voetbal | Wereldkampioenschap voetbal | Wereldkampioenschap voetbal | Wereldkampioenschap voetbal | Wereldkampioenschap voetbal | Wereldkampioenschap voetbal | Wereldkampioenschap voetbal |
| Jaar                        | Ronde                       | Wed.                        | W                           | G                           | V                           | DV                          | DT                          |                             |                             |
| --------------------------- | --------------------------- | --------------------------- | --------------------------- | --------------------------- | --------------------------- | --------------------------- | --------------------------- | --------------------------- | --------------------------- |
| 1930–1934                   | Geen deelname               | Geen deelname               | Geen deelname               | Geen deelname               | Geen deelname               | Geen deelname               | Geen deelname               |                             |                             |
| 1938                        | Niet gekwalificeerd         | Niet gekwalificeerd         | Niet gekwalificeerd         | Niet gekwalificeerd         | Niet gekwalificeerd         | Niet gekwalificeerd         | Niet gekwalificeerd         |                             |                             |
| 1950–1990                   | Bij Sovjet-Unie             | Bij Sovjet-Unie             | Bij Sovjet-Unie             | Bij Sovjet-Unie             | Bij Sovjet-Unie             | Bij Sovjet-Unie             | Bij Sovjet-Unie             |                             |                             |
| 1994                        | Niet gekwalificeerd         | Niet gekwalificeerd         | Niet gekwalificeerd         | Niet gekwalificeerd         | Niet gekwalificeerd         | Niet gekwalificeerd         | Niet gekwalificeerd         |                             |                             |
| 1998                        | Niet gekwalificeerd         | Niet gekwalificeerd         | Niet gekwalificeerd         | Niet gekwalificeerd         | Niet gekwalificeerd         | Niet gekwalificeerd         | Niet gekwalificeerd         |                             |                             |
| 2002                        | Niet gekwalificeerd         | Niet gekwalificeerd         | Niet gekwalificeerd         | Niet gekwalificeerd         | Niet gekwalificeerd         | Niet gekwalificeerd         | Niet gekwalificeerd         |                             |                             |
| 2006                        | Niet gekwalificeerd         | Niet gekwalificeerd         | Niet gekwalificeerd         | Niet gekwalificeerd         | Niet gekwalificeerd         | Niet gekwalificeerd         | Niet gekwalificeerd         |                             |                             |
| 2010                        | Niet gekwalificeerd         | Niet gekwalificeerd         | Niet gekwalificeerd         | Niet gekwalificeerd         | Niet gekwalificeerd         | Niet gekwalificeerd         | Niet gekwalificeerd         |                             |                             |
| 2014                        | Niet gekwalificeerd         | Niet gekwalificeerd         | Niet gekwalificeerd         | Niet gekwalificeerd         | Niet gekwalificeerd         | Niet gekwalificeerd         | Niet gekwalificeerd         |                             |                             |
| 2018                        | Niet gekwalificeerd         | Niet gekwalificeerd         | Niet gekwalificeerd         | Niet gekwalificeerd         | Niet gekwalificeerd         | Niet gekwalificeerd         | Niet gekwalificeerd         |                             |                             |
| 2022                        | Niet gekwalificeerd         | Niet gekwalificeerd         | Niet gekwalificeerd         | Niet gekwalificeerd         | Niet gekwalificeerd         | Niet gekwalificeerd         | Niet gekwalificeerd         | Niet gekwalificeerd         |                             |

### Europees kampioenschap
| Europees kampioenschap voetbal | Europees kampioenschap voetbal | Europees kampioenschap voetbal | Europees kampioenschap voetbal | Europees kampioenschap voetbal | Europees kampioenschap voetbal | Europees kampioenschap voetbal | Europees kampioenschap voetbal | Europees kampioenschap voetbal | Europees kampioenschap voetbal |
| Jaar                           | Ronde                          | Wed.                           | W                              | G                              | V                              | DV                             | DT                             | Kwal                           |                                |
| ------------------------------ | ------------------------------ | ------------------------------ | ------------------------------ | ------------------------------ | ------------------------------ | ------------------------------ | ------------------------------ | ------------------------------ | ------------------------------ |
| 1960–1992                      | Bij Sovjet-Unie                | Bij Sovjet-Unie                | Bij Sovjet-Unie                | Bij Sovjet-Unie                | Bij Sovjet-Unie                | Bij Sovjet-Unie                | Bij Sovjet-Unie                | Bij Sovjet-Unie                |                                |
| 1996                           | Niet gekwalificeerd            | Niet gekwalificeerd            | Niet gekwalificeerd            | Niet gekwalificeerd            | Niet gekwalificeerd            | Niet gekwalificeerd            | Niet gekwalificeerd            | Niet gekwalificeerd            |                                |
| 2000                           | Niet gekwalificeerd            | Niet gekwalificeerd            | Niet gekwalificeerd            | Niet gekwalificeerd            | Niet gekwalificeerd            | Niet gekwalificeerd            | Niet gekwalificeerd            | Niet gekwalificeerd            |                                |
| 2004                           | Groepsfase                     | 3                              | 0                              | 1                              | 2                              | 1                              | 5                              | (Kwal.)                        |                                |
| 2008                           | Niet gekwalificeerd            | Niet gekwalificeerd            | Niet gekwalificeerd            | Niet gekwalificeerd            | Niet gekwalificeerd            | Niet gekwalificeerd            | Niet gekwalificeerd            | Niet gekwalificeerd            |                                |
| 2012                           | Niet gekwalificeerd            | Niet gekwalificeerd            | Niet gekwalificeerd            | Niet gekwalificeerd            | Niet gekwalificeerd            | Niet gekwalificeerd            | Niet gekwalificeerd            | Niet gekwalificeerd            |                                |
| 2016                           | Niet gekwalificeerd            | Niet gekwalificeerd            | Niet gekwalificeerd            | Niet gekwalificeerd            | Niet gekwalificeerd            | Niet gekwalificeerd            | Niet gekwalificeerd            | Niet gekwalificeerd            |                                |
| 2020                           | Niet gekwalificeerd            | Niet gekwalificeerd            | Niet gekwalificeerd            | Niet gekwalificeerd            | Niet gekwalificeerd            | Niet gekwalificeerd            | Niet gekwalificeerd            | Niet gekwalificeerd            |                                |
| 2024                           | Niet gekwalificeerd            | Niet gekwalificeerd            | Niet gekwalificeerd            | Niet gekwalificeerd            | Niet gekwalificeerd            | Niet gekwalificeerd            | Niet gekwalificeerd            | Niet gekwalificeerd            |                                |

### UEFA Nations League
| 2018–19 | D | 51e | 6 | 0 | 4 | 2 | 2  | 4 | Stabiel  |
| 2020–21 | D | 53e | 6 | 1 | 4 | 1 | 8  | 4 | Stabiel  |
| 2022–23 | D | 50e | 6 | 4 | 1 | 1 | 12 | 5 | Gestegen |

## FIFA-wereldranglijst[1]
| 1993 | 1994 | 1995 | 1996 | 1997 | 1998 | 1999 | 2000 | 2001 | 2002 | 2003 | 2004 | 2005 | 2006 | 2007 | 2008 | 2009 | 2010 | 2011 | 2012 | 2013 | 2014 | 2015 | 2016 | 2017 | 2018 | 2019 | 2020 | 2021 | 2022 | 2023 | 2024 |
| ---- | ---- | ---- | ---- | ---- | ---- | ---- | ---- | ---- | ---- | ---- | ---- | ---- | ---- | ---- | ---- | ---- | ---- | ---- | ---- | ---- | ---- | ---- | ---- | ---- | ---- | ---- | ---- | ---- | ---- | ---- | ---- |
| 86   | 69   | 60   | 82   | 75   | 77   | 62   | 92   | 106  | 79   | 51   | 65   | 69   | 90   | 86   | 67   | 45   | 78   | 68   | 106  | 116  | 96   | 101  | 111  | 132  | 132  | 137  | 136  | 134  | 133  | 137  | 140  |

## Statistieken
Bijgewerkt tot en met het duel tegen  Polen (0-2) op 21 november 2023.

### Van jaar tot jaar
| Jaar | Wedstrijden | Wedstrijden | Wedstrijden | Wedstrijden | Doelpunten | Doelpunten | Doelpunten | Punten |
| Jaar | Duels       | Winst       | Gelijk      | Verlies     | Voor       | Tegen      | Saldo      | Punten |
| ---- | ----------- | ----------- | ----------- | ----------- | ---------- | ---------- | ---------- | ------ |
| 1922 | 1           | 0           | 1           | 0           | 1          | 1          | 0          | 1.000  |
| 1923 | 1           | 0           | 1           | 0           | 1          | 1          | 0          | 1.000  |
| 1924 | 5           | 2           | 0           | 3           | 7          | 14         | –7         | 0.800  |
| 1925 | 3           | 0           | 2           | 1           | 5          | 7          | –2         | 0.667  |
| 1926 | 4           | 2           | 0           | 2           | 8          | 8          | 0          | 1.000  |
| 1927 | 5           | 2           | 0           | 3           | 12         | 23         | –11        | 0.800  |
| 1928 | 6           | 3           | 2           | 1           | 8          | 7          | +1         | 1.333  |
| 1929 | 5           | 1           | 1           | 3           | 7          | 20         | –13        | 0.600  |
| 1930 | 6           | 2           | 2           | 2           | 10         | 17         | –7         | 1.000  |
| 1931 | 8           | 3           | 0           | 5           | 9          | 22         | –13        | 0.750  |
| 1932 | 8           | 4           | 1           | 3           | 11         | 10         | +1         | 1.125  |
| 1933 | 6           | 3           | 2           | 1           | 13         | 7          | +6         | 1.333  |
| 1934 | 5           | 0           | 1           | 4           | 5          | 15         | –10        | 0.200  |
| 1935 | 9           | 1           | 5           | 3           | 16         | 20         | –4         | 0.778  |
| 1936 | 5           | 4           | 1           | 0           | 16         | 9          | +7         | 1.800  |
| 1937 | 9           | 4           | 2           | 3           | 18         | 12         | +6         | 1.111  |
| 1938 | 8           | 5           | 3           | 0           | 16         | 7          | +9         | 1.625  |
| 1939 | 4           | 1           | 1           | 2           | 6          | 10         | –4         | 0.750  |
| 1940 | 1           | 0           | 0           | 1           | 1          | 2          | –1         | 0.000  |
|      |             |             |             |             |            |            |            |        |
| 1992 | 12          | 1           | 4           | 7           | 7          | 21         | –14        | 0.500  |
| 1993 | 9           | 2           | 2           | 5           | 6          | 10         | –4         | 0.667  |
| 1994 | 8           | 3           | 1           | 4           | 7          | 10         | –3         | 0.875  |
| 1995 | 10          | 5           | 0           | 5           | 14         | 17         | –4         | 1.000  |
| 1996 | 8           | 0           | 3           | 5           | 5          | 11         | –6         | 0.375  |
| 1997 | 14          | 6           | 1           | 7           | 16         | 16         | 0          | 0.929  |
| 1998 | 12          | 4           | 1           | 7           | 15         | 22         | –7         | 0.750  |
| 1999 | 9           | 1           | 4           | 4           | 9          | 15         | –6         | 0.667  |
| 2000 | 9           | 2           | 0           | 7           | 5          | 15         | –10        | 0.444  |
| 2001 | 10          | 3           | 1           | 6           | 14         | 17         | –3         | 0.700  |
| 2002 | 8           | 4           | 2           | 2           | 10         | 7          | +3         | 1.250  |
| 2003 | 13          | 6           | 2           | 5           | 15         | 16         | –1         | 1.077  |
| 2004 | 17          | 4           | 5           | 8           | 23         | 33         | –10        | 0.765  |
| 2005 | 16          | 4           | 6           | 6           | 19         | 23         | –4         | 0.875  |
| 2006 | 6           | 1           | 1           | 4           | 4          | 4          | 0          | 0.500  |
| 2007 | 12          | 3           | 0           | 9           | 12         | 21         | –9         | 0.500  |
| 2008 | 10          | 5           | 2           | 3           | 14         | 10         | +4         | 1.200  |
| 2009 | 9           | 4           | 2           | 3           | 15         | 12         | +3         | 1.111  |
| 2010 | 11          | 1           | 4           | 6           | 5          | 13         | –8         | 0.545  |
| 2011 | 9           | 3           | 1           | 5           | 9          | 13         | –4         | 0.778  |
| 2012 | 9           | 2           | 2           | 5           | 11         | 12         | –1         | 0.667  |
| 2013 | 11          | 1           | 4           | 6           | 10         | 25         | –15        | 0.545  |
| 2014 | 8           | 2           | 3           | 3           | 5          | 12         | –7         | 0.875  |
| 2015 | 8           | 0           | 4           | 4           | 6          | 11         | –5         | 0.500  |
| 2016 | 9           | 4           | 2           | 3           | 12         | 10         | +2         | 1.111  |
| 2017 | 10          | 1           | 1           | 8           | 9          | 23         | –14        | 0.300  |
| 2018 | 12          | 1           | 6           | 5           | 6          | 13         | -7         | 0.666  |
| 2019 | 10          | 1           | 0           | 9           | 3          | 28         | –25        | 0.200  |
| 2020 | 8           | 2           | 5           | 1           | 12         | 5          | +7         | 1.125  |
| 2021 | 13          | 3           | 3           | 7           | 16         | 24         | -8         | 0.692  |
| 2022 | 10          | 5           | 2           | 1           | 14         | 6          | +8         | 1.200  |
| 2023 | 10          | 1           | 0           | 9           | 7          | 24         | -17        | 0.200  |

### Tegenstanders
| Tegenstander      | Wed. | W  | G  | V  | DV  | DT | DS  |
| ----------------- | ---- | -- | -- | -- | --- | -- | --- |
| Albanië           | 5    | 0  | 5  | 0  | 6   | 6  | 0   |
| Andorra           | 11   | 7  | 4  | 0  | 23  | 2  | +21 |
| Angola            | 1    | 0  | 1  | 0  | 1   | 1  | 0   |
| Armenië           | 4    | 2  | 1  | 1  | 5   | 2  | +3  |
| Azerbeidzjan      | 5    | 1  | 3  | 1  | 4   | 5  | -1  |
| Bahrein           | 1    | 0  | 1  | 0  | 2   | 2  | 0   |
| België            | 2    | 0  | 0  | 2  | 1   | 7  | –6  |
| Bolivia           | 1    | 1  | 0  | 0  | 2   | 1  | +1  |
| Bosnië en Her.    | 2    | 0  | 0  | 2  | 1   | 9  | –8  |
| Brazilië          | 1    | 0  | 0  | 1  | 0   | 3  | –3  |
| Bulgarije         | 3    | 0  | 0  | 3  | 0   | 6  | –6  |
| China             | 1    | 0  | 0  | 1  | 0   | 1  | –1  |
| Cyprus            | 2    | 0  | 0  | 2  | 0   | 3  | –3  |
| Denemarken        | 4    | 0  | 1  | 3  | 1   | 7  | –6  |
| Duitsland         | 4    | 0  | 1  | 3  | 2   | 13 | –11 |
| Estland           | 57   | 25 | 22 | 11 | 81  | 60 | +21 |
| Faeröer           | 5    | 0  | 4  | 1  | 3   | 5  | –2  |
| Finland           | 17   | 4  | 3  | 10 | 18  | 32 | –14 |
| Frankrijk         | 1    | 0  | 0  | 1  | 0   | 7  | –7  |
| Georgië           | 10   | 3  | 2  | 5  | 10  | 18 | –8  |
| Ghana             | 1    | 0  | 0  | 1  | 0   | 1  | –1  |
| Gibraltar         | 4    | 3  | 0  | 1  | 11  | 3  | +8  |
| Griekenland       | 8    | 1  | 2  | 5  | 6   | 13 | –7  |
| Honduras          | 2    | 0  | 0  | 2  | 2   | 5  | –3  |
| Hongarije         | 7    | 2  | 0  | 5  | 9   | 13 | –4  |
| Ierland           | 6    | 0  | 0  | 6  | 3   | 17 | –14 |
| IJsland           | 7    | 2  | 3  | 2  | 12  | 12 | 0   |
| Israël            | 8    | 1  | 1  | 6  | 6   | 18 | –12 |
| Japan             | 2    | 0  | 1  | 2  | 2   | 5  | –3  |
| Kazachstan        | 7    | 2  | 4  | 1  | 7   | 5  | +2  |
| Koeweit           | 2    | 0  | 1  | 1  | 1   | 3  | –2  |
| Kosovo            | 1    | 0  | 0  | 1  | 3   | 4  | –1  |
| Kroatië           | 6    | 0  | 0  | 6  | 1   | 17 | –16 |
| Liechtenstein     | 11   | 9  | 1  | 1  | 18  | 4  | +14 |
| Litouwen          | 52   | 26 | 11 | 15 | 115 | 74 | +41 |
| Luxemburg         | 7    | 6  | 1  | 0  | 20  | 4  | +16 |
| Malta             | 7    | 3  | 1  | 3  | 8   | 5  | +3  |
| Moldavië          | 5    | 3  | 0  | 2  | 11  | 9  | +2  |
| Montenegro        | 4    | 0  | 2  | 2  | 2   | 5  | –3  |
| Nederland         | 5    | 0  | 0  | 5  | 0   | 14 | –14 |
| Noord-Ierland     | 7    | 2  | 0  | 5  | 4   | 8  | –4  |
| Noord-Macedonië   | 3    | 0  | 0  | 3  | 2   | 7  | –5  |
| Noord-Korea       | 2    | 1  | 1  | 0  | 3   | 2  | +1  |
| Noorwegen         | 4    | 1  | 1  | 2  | 4   | 5  | -1  |
| Oekraïne          | 3    | 0  | 1  | 2  | 1   | 3  | –2  |
| Oezbekistan       | 1    | 0  | 0  | 1  | 0   | 3  | –3  |
| Oman              | 2    | 1  | 0  | 1  | 4   | 4  | 0   |
| Oostenrijk        | 9    | 2  | 1  | 6  | 9   | 24 | –15 |
| Polen             | 16   | 2  | 2  | 12 | 15  | 42 | –27 |
| Portugal          | 6    | 0  | 0  | 6  | 4   | 18 | –14 |
| Qatar             | 1    | 0  | 0  | 1  | 1   | 3  | –2  |
| Roemenië          | 5    | 0  | 1  | 4  | 0   | 9  | –9  |
| Rusland           | 4    | 0  | 1  | 3  | 2   | 7  | –5  |
| San Marino        | 5    | 4  | 1  | 0  | 9   | 1  | +8  |
| Schotland         | 4    | 0  | 0  | 4  | 1   | 7  | –6  |
| Slovenië          | 5    | 1  | 0  | 4  | 2   | 9  | –7  |
| Slowakije         | 5    | 0  | 3  | 2  | 5   | 10 | –5  |
| Spanje            | 4    | 0  | 1  | 3  | 0   | 9  | –9  |
| Thailand          | 1    | 0  | 1  | 0  | 1   | 1  | 0   |
| Tsjechië          | 4    | 0  | 1  | 3  | 4   | 9  | –5  |
| Tsjecho-Slowakije | 2    | 1  | 0  | 1  | 2   | 5  | –3  |
| Tunesië           | 1    | 0  | 0  | 1  | 0   | 3  | –3  |
| Turkije           | 10   | 1  | 5  | 4  | 15  | 22 | –7  |
| Verenigde Staten  | 1    | 0  | 0  | 1  | 0   | 1  | –1  |
| Wales             | 3    | 0  | 0  | 3  | 0   | 5  | –5  |
| Wit-Rusland       | 6    | 1  | 1  | 4  | 7   | 13 | –6  |
| Zuid-Korea        | 2    | 0  | 0  | 2  | 0   | 2  | –2  |
| Zweden            | 17   | 2  | 4  | 11 | 12  | 54 | –42 |
| Zwitserland       | 5    | 0  | 1  | 4  | 3   | 9  | –6  |

## Huidige selectie
Bijgewerkt tot en met 24 maart 2025, de interland tegen  Engeland in de kwalificatie voor het WK 2026.
| Nr.         | Naam                  | Wed. | Dlpnt. | Club                 |
| ----------- | --------------------- | ---- | ------ | -------------------- |
| Doel        |                       |      |        |                      |
| 1           | Krišjānis Zviedris    | 2    | 0      | Riga FC              |
| 12          | Roberts Ozols         | 19   | 0      | Auda                 |
| 23          | Rihards Matrevics     | 11   | 0      | Auda                 |
| Verdediging |                       |      |        |                      |
| 2           | Daniels Balodis       | 15   | 1      | St. Johnstone        |
| 3           | Vitālijs Jagodinskis  | 34   | 0      | Visakha              |
| 4           | Niks Sliede           | 1    | 0      | RFS                  |
| 5           | Antonijs Černomordijs | 38   | 1      | Riga FC              |
| 6           | Vjačeslavs Isajevs    | 7    | 1      | Liepāja              |
| 11          | Roberts Savaļnieks    | 65   | 2      | RFS                  |
| 13          | Raivis Jurkovskis     | 49   | 0      | Riga FC              |
| 14          | Andrejs Cigaņiks      | 59   | 4      | Luzern               |
| 18          | Emīls Birka           | 1    | 0      | Auda                 |
| 21          | Maksims Toņiševs      | 3    | 0      | Riga FC              |
| Middenveld  |                       |      |        |                      |
| 8           | Renārs Varslavāns     | 14   | 1      | Auda                 |
| 10          | Jānis Ikaunieks       | 64   | 12     | RFS                  |
| 15          | Dmitrijs Zelenkovs    | 12   | 0      | RFS                  |
| 16          | Alvis Jaunzems        | 41   | 0      | Stal Mielec          |
| 17          | Lūkass Vapne          | 8    | 0      | Sogndal              |
| 22          | Aleksejs Saveļjevs    | 25   | 1      | Gloria Buzău         |
| 24          | Deniss Meļņiks        | 3    | 0      | Auda                 |
| Aanval      |                       |      |        |                      |
| 7           | Eduards Dašķevičs     | 16   | 0      | Riga FC              |
| 9           | Vladislavs Gutkovskis | 50   | 11     | Daejeon Hana Citizen |
| 18          | Dario Šits            | 3    | 1      | Helmond Sport        |
| 19          | Raimonds Krollis      | 39   | 4      | Slovan Liberec       |
| 20          | Roberts Uldriķis      | 55   | 8      | Arminia Bielefeld    |

### Recent opgeroepen
De volgende spelers zijn in 2024 opgeroepen voor het nationale elftal, maar zaten niet bij de meest recente selectie.
| Nr.         | Naam                | Wed. | Dlpnt. | Club          |
| ----------- | ------------------- | ---- | ------ | ------------- |
| Doel        |                     |      |        |               |
|             | Pāvels Šteinbors    | 31   | 0      | RFS           |
|             | Nils Puriņš         | 3    | 0      | Riga FC       |
|             | Frenks Orols        | 0    | 0      | Super Nova    |
| Verdediging |                     |      |        |               |
|             | Kaspars Dubra       | 66   | 3      | Clubloos      |
|             | Vitālijs Maksimenko | 54   | 1      | Gepensioneerd |
|             | Kristers Tobers     | 37   | 1      | Aberdeen      |
|             | Mārcis Ošs          | 27   | 1      | Super Nova    |
|             | Vladislavs Sorokins | 10   | 0      | Liepāja       |
|             | Kirils Iļjins       | 0    | 0      | Liepāja       |
|             | Oskars Vientiess    | 0    | 0      | Liepāja       |
|             | Iļja Korotkovs      | 0    | 0      | Clubloos      |
| Middenveld  |                     |      |        |               |
|             | Artūrs Zjuzins      | 62   | 9      | Nybergsund    |
|             | Eduards Emsis       | 33   | 2      | Clubloos      |
|             | Mārtiņš Ķigurs      | 15   | 0      | RFS           |
| Aanval      |                     |      |        |               |
|             | Dāvis Ikaunieks     | 47   | 6      | Brunei DPMM   |
|             | Marko Regža         | 10   | 0      | Riga FC       |

LFF · A-internationals · Bondscoaches · Statistieken · Lets vrouwenelftal · Olympisch elftal · Letland U21 · Letland U20 · Letland U19 · Letland U18 · Letland U17 · Letland U16
1922 – 1929 ·
1930 – 1940 ·
1950 – 1989 · 
1990 – 1999 ·
2000 – 2009 ·
2010 – 2019 ·
2020 – 2029
EK 1996 · 
EK 2000 · 
EK 2004 · 
EK 2008 · 
EK 2012
WK 1994 · 
WK 1998 · 
WK 2002 · 
WK 2006 · 
WK 2010 · 
WK 2014
OS 1924
1922 · 
1923 · 
1924 · 
1925 · 
1926 · 
1927 · 
1928 · 
1929 · 
1930 · 
1931 · 
1932 · 
1933 · 
1934 · 
1935 · 
1936 · 
1937 · 
1938 · 
1939 · 
1940 · 
1941 · 
1942 · 
1943 · 1944 · 
1945 · 
1946 · 
1947 · 
1948 · 
1949 · 
1950 – 1990 · 
1991 · 
1992 · 
1993 · 
1994 · 
1995 · 
1996 · 
1997 · 
1998 · 
1999 · 
2000 · 
2001 · 
2002 · 
2003 · 
2004 · 
2005 · 
2006 · 
2007 · 
2008 · 
2009 · 
2010 · 
2011 · 
2012 · 
2013 · 
2014 · 
2015 · 
2016 · 
2017 ·
2018 ·
2019 ·
2020 ·
2021 ·
2022
Albanië ·
Andorra ·
Angola ·
Armenië ·
Azerbeidzjan ·
Bahrein ·
België ·
Bolivia ·
Bosnië en Herzegovina ·
Brazilië ·
Bulgarije ·
China ·
Cyprus ·
Denemarken ·
Duitsland ·
Estland ·
Faeröer · 
Finland ·
Frankrijk ·
Georgië ·
Ghana ·
Gibraltar ·
Griekenland ·
Honduras ·
Hongarije ·
Ierland ·
IJsland ·
Israël ·
Japan ·
Kazachstan ·
Koeweit ·
Kosovo ·
Kroatië ·
Liechtenstein ·
Litouwen ·
Luxemburg ·
Malta ·
Moldavië ·
Montenegro ·
Nederland ·
Noord-Ierland ·
Noord-Korea ·
Noord-Macedonië ·
Noorwegen ·
Oekraïne ·
Oezbekistan · 
Oman ·
Oostenrijk ·
Polen ·
Portugal ·
Qatar ·
Roemenië · 
Rusland ·
San Marino ·
Saoedi-Arabië ·
Schotland ·
Slovenië ·
Slowakije ·
Spanje ·
Thailand ·
Tsjechië ·
Tunesië ·
Turkije ·
Verenigde Staten ·
Wales ·
Wit-Rusland ·
Zuid-Korea ·
Zweden ·
Zwitserland
 Albanië ·  Andorra ·  Armenië ·  Azerbeidzjan ·  België ·  Bosnië en Herzegovina ·  Bulgarije ·  Cyprus ·  Denemarken ·  Duitsland ·  Engeland ·  Estland ·  Faeröer ·  Finland ·  Frankrijk ·  Georgië ·  Gibraltar ·  Griekenland ·  Hongarije ·  Ierland ·  IJsland ·  Israël ·  Italië ·  Kazachstan ·  Kosovo ·  Kroatië ·  Letland ·  Liechtenstein ·  Litouwen ·  Luxemburg ·  Malta ·  Moldavië ·  Montenegro ·  Nederland ·  Noord-Ierland ·  Noord-Macedonië ·  Noorwegen ·  Oekraïne ·  Oostenrijk ·  Polen ·  Portugal ·  Roemenië ·  Rusland ·  San Marino ·  Schotland ·  Servië ·  Slovenië ·  Slowakije ·  Spanje ·  Tsjechië ·  Turkije ·  Wales ·  Wit-Rusland ·  Zweden ·  Zwitserland
 Bohemen ·  Bohemen en Moravië ·  Duitse Democratische Republiek ·  Ierland ·  Joegoslavië ·  Servië en Montenegro ·  Tsjecho-Slowakije ·  GOS ·  Saarland ·  Sovjet-Unie